# Wilhelm Hardt
Wilhelm Hardt was een Pruisisch politicus uit de 19e eeuw. Deze privé-raadgever in mijnzaken was van 6 augustus 1817 tot 1819 de eerste Pruisische commissaris van het condominium Neutraal Moresnet. In deze functie vertegenwoordigde hij de Pruisische koning Frederik Willem III en wees hij samen met zijn Nederlandse collega Werner Jacob, Arnold Timothée de Lasaulx aan als Burgemeester van Kelmis en daarmee als staatshoofd van Neutraal Moresnet. Wilhem Hardt werd opgevolgd door Johann Martin Daniel Mayer.